# NGC 6652
NGC 6652 ist ein Kugelsternhaufen im Sternbild Schütze.
Entdeckt wurde das Objekt am 28. Juni 1826 von James Dunlop.